# Monasterio del Espino (Santa Gadea del Cid)
El monasterio o convento del Espino es un edificio del municipio español de Santa Gadea del Cid, en la provincia de Burgos.

## Descripción
Se encuentra en el término municipal burgalés de Santa Gadea del Cid, en la comunidad autónoma de Castilla y León.
El inmueble fue declarado bien de interés cultural el 31 de octubre de 1991, con la categoría de monumento, mediante un decreto publicado el 3 de diciembre de ese mismo año en el Boletín Oficial del Estado, con la rúbrica de Juan José Lucas Jiménez, presidente de la Junta de Castilla y León, y Emilio Zapatero Villalonga, consejero de Cultura y Turismo.